# Pyrilia pulchra
Pyrilia pulchra là một loài chim trong họ Psittacidae.